# Кладовище космічних кораблів
Кладовище космічних кораблів — поширена назва закритого для судноплавства південного району Тихого океану за 3900 км від новозеландського міста Веллінгтон з координатами (43°34′48″ пд. ш. 142°43′12″ зх. д. / 43.58000° пд. ш. 142.72000° зх. д.), куди потрапляють рештки космічних апаратів після виведення з експлуатації. Більша частина космічних апаратів згоряє у щільних шарах атмосфери, однак шматки обшивки кораблів та інші частини, що не згоріли при виведенні з орбіти, падають в цей район.
Район повністю закритий для судноплавства. Район відносно ненаселений морськими тваринами через низький вміст поживних речовин, через течії та віддаленість від прибережних вод. 
Щорічно затоплюється по кілька десятків космічних апаратів.

## Використання

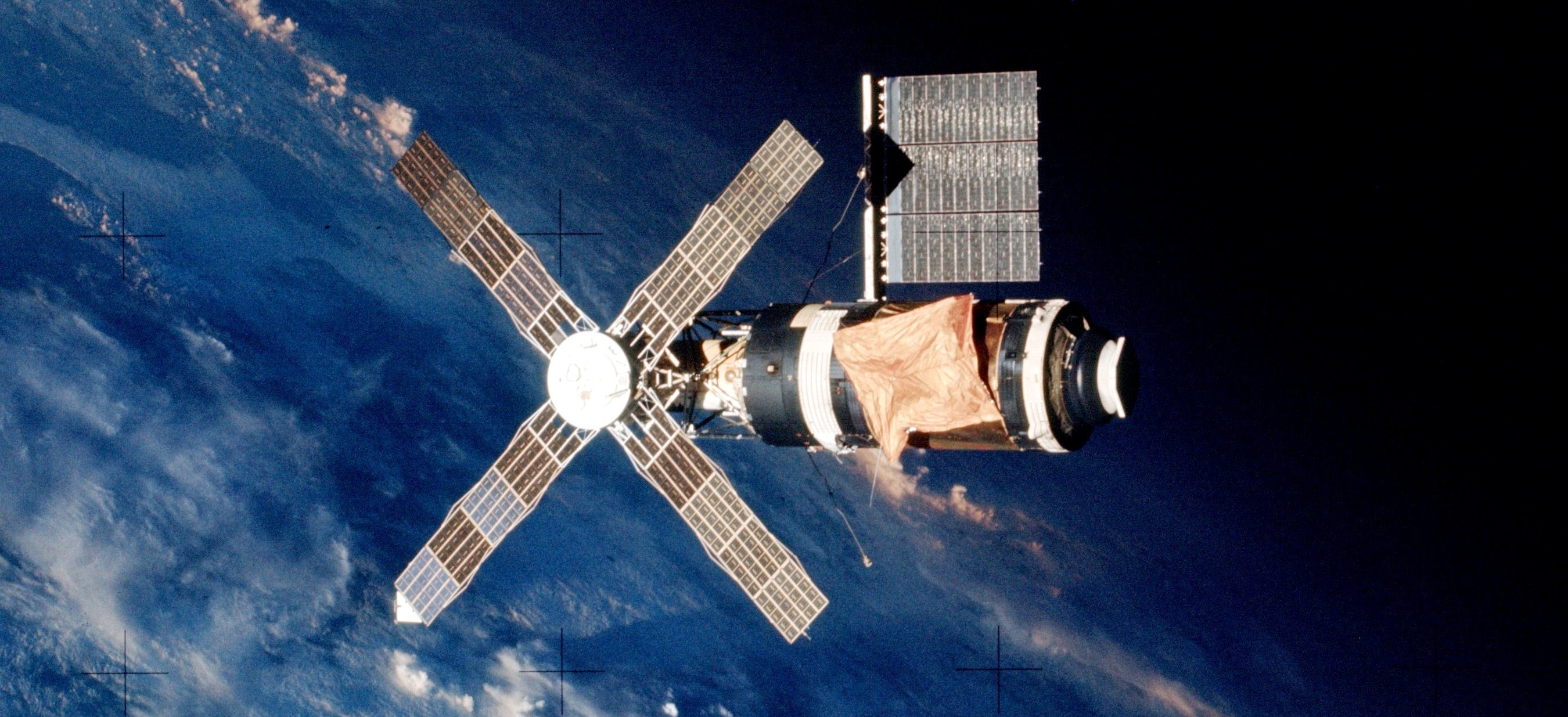
«Скайлеб» затоплено 11 липня 1979

Ця ділянка використовується російським Центром управління польотами (ЦУП) для затоплення космічних вантажівок «Прогрес».
У 2001 році були затоплені залишки космічної станції «Мир».
В історії «цвинтаря» були дві надзвичайні події:
- У 1979 році залишки американської станції «Скайлеб» впали на заході Австралії.
- У 1991 році уламки радянської станції «Салют-7» частково впали на території Аргентини.

Обидва випадки обійшлися без жертв і руйнувань.

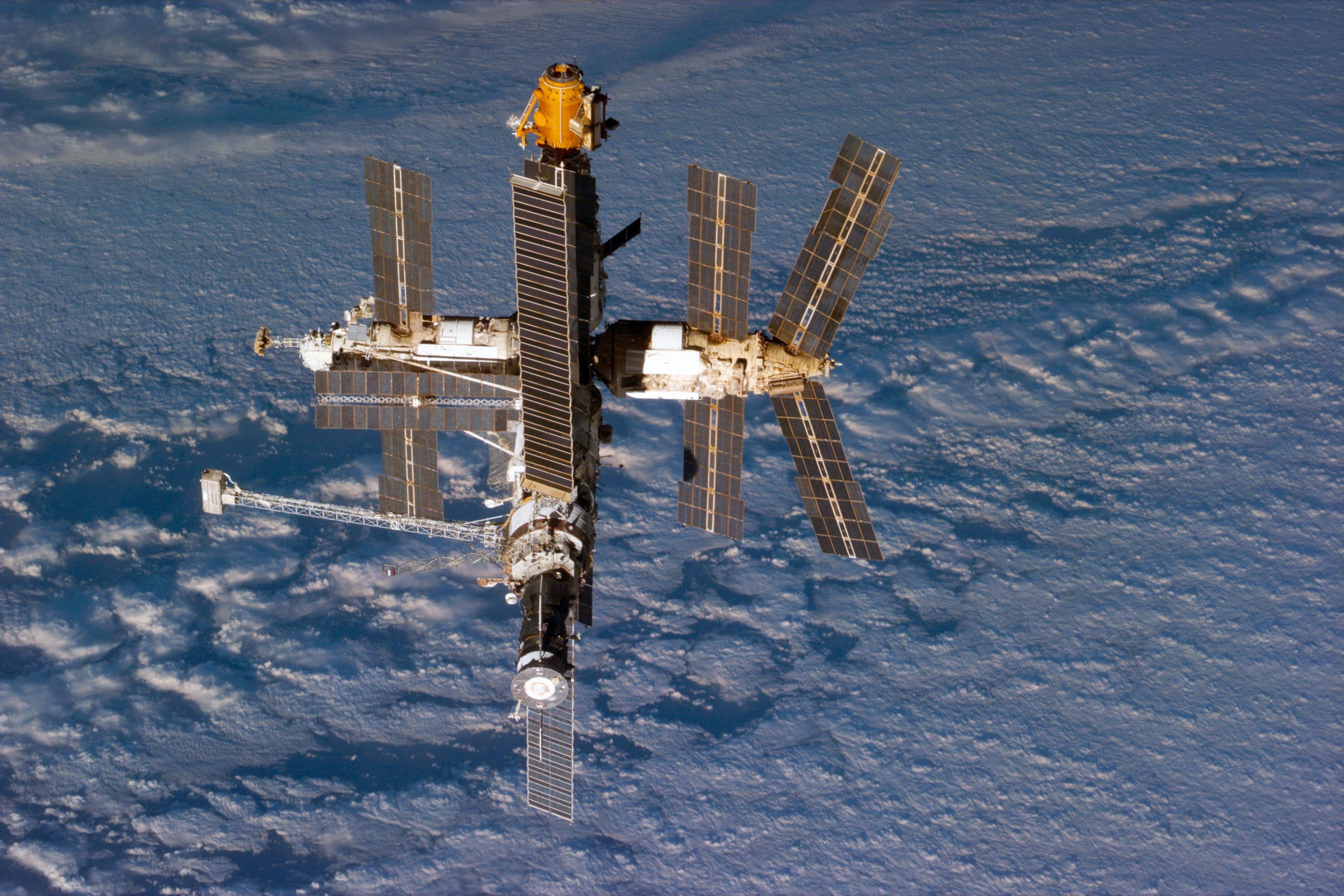
Орбітальна станція «Мир», затоплена 23 березня 2001 року

У березні 2001 року, під час затоплення орбітальної станції «Мир», влада Австралії, Японії та островів Фіджі рекомендувала жителям перебувати в укриттях.
За словами представників Центру управління польотами Федерального космічного агентства РФ, «прийнята практика знищення космічного сміття за допомогою „вантажівок“ не завдає шкоди екології Землі».
Падіння китайської станції «Тяньгун-1» на Землю відбулося некерованим 2 квітня 2018 року. Станція увійшла в щільні шари атмосфери над центральними і південними районами Тихого океану, більшість уламків згоріло в атмосфері.

## Див також
- Космічне сміття
- Орбіта поховання
- Точка Немо